# Erdbeben in Tokio

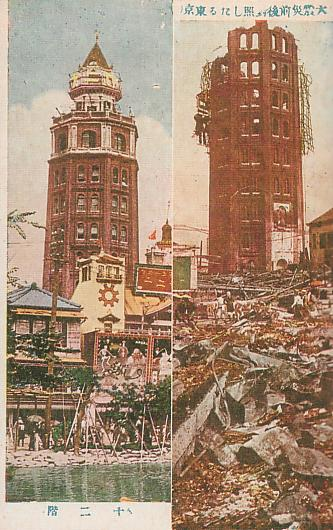
Das erste Hochhaus Tokios vor und nach dem Erdbeben von 1923

Erdbeben in Tokio erschütterten seit 1703 dreimal mit einer Bebenintensität von Shindo 6 oder höher die Region Kantō. 1703 vom Genroku-Erdbeben, das mit einer Stärke von M 8,2 das stärkste der drei Beben war, 1855 vom Ansei-Edo-Erdbeben, dessen Stärke auf M 7,2 geschätzt wird und 1923 schließlich vom Taishō-Erdbeben, das mit einer Stärke von M 7,9 großflächige Zerstörungen in Tokio verursachte. Noch immer stellen Erdbeben in Tokio ein großes Risiko dar.

## Einordnung Tokios in die globale Plattentektonik
300 km südöstlich von Tokio treffen drei tektonische Platten aufeinander und bilden damit einen Tripelpunkt.
Die östlich des Tripelpunkts liegende Platte ist die Pazifische Platte, die sich mit einer Geschwindigkeit von 76 mm pro Jahr westwärts schiebt und mit dem Japangraben die Plattengrenze zur südlichen Philippinischen Platte und zur nordwestlichen Eurasischen Platte bildet. Die Philippinische Platte schiebt sich derweil mit 29 mm pro Jahr nordwärts unter die Eurasische Platte und bildet dabei zwei Subduktionszonen im Osten und Westen der Izu-Halbinsel. Entlang der eurasisch-philippinischen Plattengrenze bildet sich durch die Subduktion der Sagami-Graben (östlich der Izu-Halbinsel) und der Suruga-Graben (westlich der Izu-Halbinsel). Die Plattenbewegungen entlang des Suruga- und des Sagamigrabens sind blockiert, sodass sich seismische Spannungen aufbauen können, die sich in Erdbeben entladen. Beispiele hierfür sind das Taishō- (1923) und das Genrokubeben (1703). Nördlich der Izu-Halbinsel dagegen ist eine Kriechbewegung der Philippinischen Platte möglich, sodass keine starke Blockade der Plattenbewegungen besteht und Epizentren in diesem Bereich selten sind.
Erst seit kurzer Zeit ist bekannt, dass sich vermutlich ein 90 × 120 km großes Bruchstück der Philippinischen Platte 35 km unterhalb Tokios zwischen der Eurasischen, der Pazifischen und der Philippinischen Platte befindet. Dieses Bruchstück spielt wahrscheinlich eine große Rolle in der seismischen Aktivität in Kantō, während es mit den umliegenden Platten kollidiert. Hierin liegt auch die Ursache für das Ansei-Edo-Beben von 1855. Beben des Ansei-Edo-Typs unterscheiden sich also in ihren Ursachen von Beben des Genroku-Taisho-Typs. Frühere Interpretationen gingen davon aus, dass die Philippinische Platte in einer Tiefe von 90 km selbst bis 100 km nördlich von Tokio reicht und durch Reibung mit den umliegenden Platten für Beben in Kantō verantwortlich ist.

## Wahrscheinlichkeit eines starken Bebens in Tokio
In den letzten Jahren wurde die Eintrittswahrscheinlichkeit eines zerstörerischen Erdbebens in zwei Studien bewertet: Einer Regierungsstudie des Earthquake Research Committee (2005) und einer durch den Rückversicherer Swiss Re gesponserten Studie von Wissenschaftlern des japanischen National Institute of Advanced Industrial and Science Technology, des National Research Institute for Earth Science and Disaster Prevention, des Geographical Survey Institute, der Japan Meteorological Agency und des United States Geological Survey.
Ausgangspunkt der von Swiss Re gesponserten Studie sind die historischen Aufzeichnungen von 10.000 seismischen Ereignissen der letzten 400 Jahre, die
kartographisch in einem fünf mal fünf Kilometer großen Raster aufgearbeitet wurden, in dem die höchsten Bebenintensitäten der Jahre 1600 bis 2000 dargestellt werden. Hinzu kommen paleoseismische Ereignisse, die durch Hebungen entlang der Strände der Bōsō-Halbinsel für die letzten 7200 Jahre rekonstruiert werden können. Da davon ausgegangen wird, dass Beben in einzelnen Verwerfungen zyklisch auftreten und zudem der instrumentell belegte Beobachtungszeitraum bei Erdbeben mit gerade einmal hundert Jahren deutlich kürzer ist als die Wiederkehrperiode in den meisten seismisch aktiven Gebieten, schaffen die historischen Werte den Rahmen für die Wahrscheinlichkeitseinschätzung zukünftiger Erdbeben der Region. Ein erneutes Auftreten hängt daher unmittelbar mit der seit dem letzten Erdbeben verstrichenen Zeit ab. Bei der Betrachtung von mehreren Verwerfungen in der Region wird diese zeitliche Abhängigkeit durch durchschnittliche Werte ersetzt (Poisson-Wahrscheinlichkeit). Diese somit zeitunabhängige Methode erlaubt Vorhersagen einer durchschnittlichen Anzahl von Erdbeben in einem bestimmten Zeitraum (z. B. die Wahrscheinlichkeit eines Erdbebens in 30 Durchschnittsjahren).
Im Gegensatz dazu wird für zeitabhängige Wahrscheinlichkeitensangaben (z. B. die Wahrscheinlichkeit eines Erdbebens in den nächsten 30 Jahren) mit Hilfe der seit einem bestimmten Erdbeben (z. B. Taishō-Beben 1923) verstrichenen Zeit eine Aussage getroffen, d. h. die Wahrscheinlichkeit eines Bebens steigt mit der vergangenen Zeit. Für beide Methoden gilt jedoch, dass eine größere Zahl bekannter Erdbeben die Genauigkeit der Vorhersage erhöht.
Bei Anwendung sowohl der zeitabhängigen wie auch der zeitunabhängigen Methode zur Wahrscheinlichkeitsermittlung eines Shindo-≥6-Ereignisses kommt die von Swiss Re gesponserte Studie zu dem Ergebnis, dass für ein Shindo-≥6-Beben in den nächsten 30 Jahren eine Wahrscheinlichkeit von 40 % für Tokio, Yokohama und Kawasaki besteht. Die Regierungsstudie des Earthquake Research Committee von 2005 geht bei ihren
Berechnungen für ein starkes Beben in Tokyo dagegen von einer weit größeren Region aus, weshalb die Eintrittswahrscheinlichkeit deutlich höher liegt: Über einen Zeitraum von 30 Jahren berechnet die Studie eine Eintrittswahrscheinlichkeit von 70 %.
Bei den Berechnungen der Eintrittswahrscheinlichkeit kommen jedoch sowohl die Regierungsstudie als auch die von Swiss Re gesponserte Studie zu dem Ergebnis, dass die höhere Gefahr von einem Beben des Ansei-Edo-Typs (1855) als von einem Beben des Taisho-Genroku-Typs (1703, 1923) ausgeht, da das Epizentrum eines Ansei-Edo-Bebens in unmittelbarer Nähe zu Tokio liegen würde und auch die zeitliche „Überfälligkeit“ eines solchen Bebens bedeutend höher ist.
So gibt die von Swiss Re gesponserte Studie eine Wahrscheinlichkeit von unter 0,5 % dafür an, dass es in den nächsten 30 Jahren zu einem Beben des Taishō-Genroku-Typs kommt. Auch in der Regierungsstudie liegt diese Wahrscheinlichkeit bei weniger als 0,8 %.

### Erwartete Schäden
Im Mai 2006 veröffentlichte die Regierung der Präfektur Tokio hierzu eine Studie der zu erwartenden Schäden im Falle eines Erdbebens mit Epizentrum unterhalb der Metropolregion Tokio. In der Studie wird ein M7,3-Erdbeben mit Epizentrum in der nördlichen Tokioter Bucht um 18:00 Uhr im Winter angenommen. Der Wind weht mit 15 m/s. In der Studie werden die Schäden durch das Beben wie folgt geschätzt: 6314 Todesopfer und 160.860 Verletzte, darunter 124.501 Schwerverletzte. Insgesamt werden 471.586 Gebäude beschädigt, davon 126.523 durch die Erdbewegungen und 345.063 durch Brände. Daraus resultieren 41,83 Millionen Tonnen Schutt. Eine Schadensbewertung des Earthquake Committee von Tokyo Metropolitan Government aus dem Jahr 1971 ging bei einer angenommenen Windgeschwindigkeit von 12 m/s sogar noch von 500.000 Todesopfern aus.

## Steuerung des Erdbebenrisikos
Die Steuerung des Erdbebenrisikos in besonders gefährdeten Stadtteilen Tokios kann einerseits durch den Bürger selbst übernommen werden, indem dieser sein Wohneigentum mit Mitteln der Architektur erdbebensicher erbaut oder bestehende Immobilien nachrüstet (sog. Retrofitting), oder andererseits durch die Stadtplanung, indem sie ein gefährdetes Stadtbild hinsichtlich der Erdbebensicherheit verbessert. Privatinitiativen zum erdbebensicheren Bauen und Retrofitting werden in Japan mit dem Gesetz zur Förderung der Ausbesserung von Erdbebenfestigkeit (Taishin kaishu sokushin hō) und dem Gesetz zur Instandsetzung dicht besiedelter Stadtgebiete (Misshu shigaichi seibi hō) gefördert. Die Privatinitiativen werden gefördert, da Studien zur Auswirkung von Erdbeben auf Holzhäuser zeigen, dass schon einfache Nachbesserungen, beispielsweise durch Verstrebungen und Verankerungen am Grundgerüst, effektiv zur Standsicherheit beitragen können.

### Förderplan für die Schaffung einer katastrophengeschützten Stadt
Wichtigstes Programm zur großflächigen urbanen Restrukturierung in Tokio ist der Förderplan für die Schaffung einer katastrophengeschützten Stadt (Bōsai toshidsukuri suishin keikaku) der Tokyo Metropolitan Government. Der aus dem Jahr 2003 stammende Förderplan hat das Ziel, die Stadtstruktur durch gezielte Maßnahmen gegen Feuer und Erdbeben zu sichern. Der Förderplan wurde während der Revision eines bereits 1981 entworfenen Plans zur Schaffung katastrophengeschützter Lebenskreise (bōsai seikatsu ken) entworfen. Bōsai seikatsuken orientieren sich dabei an den Distrikten für Grund- und Mittelschulen (ungefähr 65ha), die jeweils so mit Infrastruktur ausgestattet werden sollen, dass es für die Bewohner unnötig wird, den Bereich im Katastrophenfall zu verlassen.
Die Idee der Lebenskreise ist, bestehende Viertel durch Brandschneisen und weitere Infrastruktur so aufzuwerten, dass sie im Katastrophenfall nicht verlassen werden müssen. Insgesamt sind für die Region Tokio 820 Lebenskreise für 12 Millionen Menschen vorgesehen. Die Umsetzung des Projekts lief jedoch sehr langsam, sodass die Lebenskreise bisher nur in drei Tokioter Modellstadtteilen umgesetzt werden.
Zurzeit werden Projekte zur Schaffung von Lebenskreisen nur noch über den Förderplan für die Schaffung einer katastrophengeschützten Stadt umgesetzt. Hierzu wurden 2003 im Rahmen des Förderplans nun einzelne Stadtgebiete, die durch eine dichte Bebauung mit Holzhäusern und alter Bausubstanz auffallen, mit jeweiligen Schwerpunktstadtteilen zur Instandsetzung ausgewählt. In den Schwerpunktstadtteilen soll insbesondere der Schutz vor Flächenbränden durch Brandschutzschneisen, Evakuierungsstraßen und Raum für den Einsatz von Rettungsfahrzeugen erhöht werden. Die gesamten Maßnahmen sollen laut Förderplan bis 2025 abgeschlossen sein, wobei die Maßnahmen in den Schwerpunktstadtteilen bereits bis zum Jahr 2015 abgeschlossen sein sollen.
In dem Förderplan werden insgesamt 27 Gebiete mit 6500 ha Stadtfläche berücksichtigt, wovon 2400 ha auf elf Schwerpunktstadtteile entfallen. In den Schwerpunktstadtteilen soll die Umsetzung der Maßnahmen durch die Einbeziehung der Bevölkerung beschleunigt werden. Hierzu sollen wiederum die Strukturen des Machizukuri-Ansatzes Stadtplanung auf Mikroebene mit Bottom-up-Ansatz genutzt werden.
Dieser großflächige Ansatz wird jedoch auch kritisch bewertet. Bei den genannten Maßnahmen zur urbanen Restrukturierung handelt es sich größtenteils um langfristige Maßnahmen, die großflächig und in der Regel unter Aufwendung großer finanzieller Mittel, Auswirkungen auf das betreffende Gebiet haben.

### Brandschutzmaßnahmen
Als Teil der urbanen Restrukturierungsmaßnahmen bezieht sich ein großer Teil der Risikosteuerung von Katastrophen in Tokio auf die Brandverhütung und Brandschutzmaßnahmen. Hierbei wurden direkte Lehren aus der Vergangenheit gezogen, in der Tokio 1923 durch das Kantōbeben und 1945 durch die Flächenbombardements des Zweiten Weltkriegs großflächig durch Feuer zerstört wurde. Ein weiterer Schwerpunkt der Brandschutzmaßnahmen liegt in der Stadtplanung und entsprechender Landnutzung. Hierzu zählen drei stadtplanerische Kernelemente auf:
1. brandeingrenzende Baustrukturen
2. Evakuierungsflächen
3. sichere Einsatzzentralen und Rettungswege, von denen aus Gegenmaßnahmen eingeleitet werden können.

#### Brandeingrenzende Baustrukturen
Zum Bau feuersicherer Gebäude hat die Tokyo Metropolitan Government 56.533 ha der Fläche Tokyos in zwei Brandschutzdistrikte eingeteilt: Erstens einen feuersicheren Distrikt, in dem alle Gebäude mit mehr als drei Stockwerken oder mehr als 100 m² Fläche aus unentzündlichem Material (z. B. Stahlbeton) erbaut sein müssen, und zweitens einen quasi-feuersicheren Distrikt, in dem entschärfte Vorschriften nur für einige größere und höhere Gebäude gelten. Der Stadtteil innerhalb des Rings der Stadtautobahn 6 ist dabei als feuersicherer Distrikt gekennzeichnet. Zudem wird die Nutzung von feuersicheren Baumaterialien in einigen Gebieten subventioniert, wobei diese Gebiete nur 1 % der Fläche Tokyos ausmachen. Weiteres Element der brandeingrenzenden Baustrukturen sind Straßen mit der Funktion als Brandschneise.

#### Evakuierungsflächen

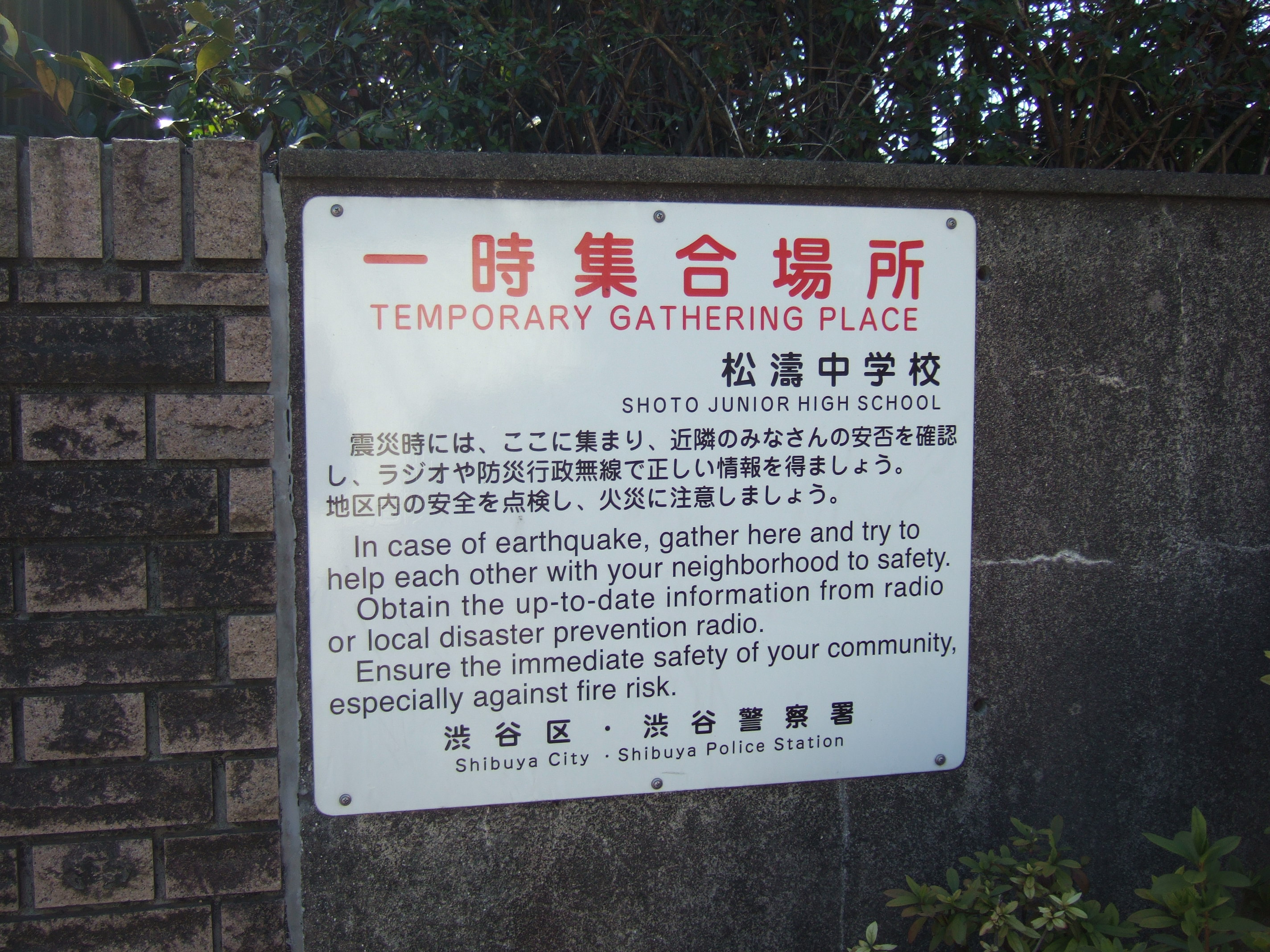
Evakuierungsfläche in Shibuya, Tokyo.

Bzgl. des zweiten Kernelements stadtplanerischer Steuerungsmaßnahmen, der Gestaltung von Evakuierungsflächen, werden Freiflächen für den Katastrophenfall in Tokio in zwei Kategorien gegliedert: Erstens in Evakuierungsflächen (Kōikihinan basho) und zweitens in Katastrophensammelstellen (Hinanjo).
Hinanjo sind in ihrer Grundfunktion als Evakuierungsplatz für die Anwohner eingerichtet. Jedoch bestehen auch Möglichkeiten zur Nutzung sanitärer Anlagen und zur Trinkwasserversorgung.
Kōikihinan basho sind Evakuierungsflächen, die genug Freifläche bieten, um die im Fall einer Erdbebenkatastrophe bereits aufgesuchte nahe Katastrophensammelstelle wieder verlassen zu können, falls beispielsweise im Umfeld der Sammelstelle weitere Folgeunglücke auftreten.
Bisher wurden in Tokyo offiziell 189 Evakuierungsflächen definiert, die alle fünf Jahre einer Überprüfung unterzogen werden, um auf Veränderungen der Bevölkerungszahl oder Veränderungen des Stadtraums reagieren zu können.
Vergleicht man Tokio mit Städten ähnlicher Bedeutung und Größe in Nordamerika und Europa (z. B. New York, London etc.) fällt auf, dass es weit weniger offene Plätze und vor allem Parks gibt, sodass in Tokio oftmals Schulhöfe oder weitere unkonventionelle Flächen wie z. B. das Depot der Shinkansen-Züge in Shinagawa oder die Landebahnen des Flughafens Haneda genutzt werden. Zusätzlich wurden von der Stadt vier der elf früheren U.S. Militärbasen in Tokio (mittlerweile unter japanische Kontrolle zurückgegeben) mit einer Gesamtfläche von 244 ha als offizielle Evakuierungsflächen ausgewiesen. Jede Evakuierungsfläche soll mindestens 1 m² Fläche pro Person zur Verfügung haben und entsprechend einer Regierungsrichtlinie soll niemand mehr als zwei Kilometer bis zur nächsten Fläche unterwegs sein müssen.
Entsprechende Flächen bieten jedoch nur dann genügend Schutz vor der Hitzestrahlung eines Großfeuers, wenn sie von einer mindestens 30 m hohen Barriere (z. B. Wohnblocks) umgeben sind. Zudem muss die Distanz zum Brand mindestens das 1,5fache der Höhe der Barriere betragen. Wenn die Barriere jedoch durch kreuzende Straßen unterbrochen ist, sollte die Distanz dreimal groß sein wie die Höhe der Barriere. Experimente zeigen aber, dass der Schutz vor Hitzestrahlung in den Evakuierungsflächen durch eine doppelte Barriere (beispielsweise bestehend aus zwei säumenden Hochhausreihen
entlang einer Straße) jedoch deutlich verbessert werden kann. Nicht alle Flächen in Tokio jedoch erfüllen diese Bedingungen. Bei einem Flächenbrand könnte also der Fall eintreten, dass sich das Feuer bis an die Evakuierungsfläche ausbreitet und diese auf Grund der Hitzestrahlung nicht mehr in vollem Umfang genutzt werden kann, bzw. aufgegeben werden muss.
Um in einem solchen Fall einen Brand in der Nähe der Evakuierungsfläche bekämpfen zu können, sind die meisten Evakuierungsflächen (und auch die meisten der Katastrophensammelstellen) mit Wasserbecken ausgestattet, die im Alltag beispielsweise als Teich oder Schulschwimmbad genutzt werden. Kritisch wird jedoch die Tatsache bewertet, dass nur 30 % der Regierungsbezirke in Japan über ausgewiesene Katastrophensammelstellen für alte, kranke und behinderte Menschen verfügen. Diese Katastrophensammelstellen sollen eine medizinische Grundversorgung zur Verfügung stellen und zudem über einen behindertengerechten Zugang verfügen. Zwar verfügen 60 % der Regierungsbezirke Japans über entsprechende Einrichtungen, allerdings sind diese nur zur Hälfte öffentlich gekennzeichnet. Die Folgen wurden nach dem Erdbeben von Kōbe 1995 deutlich: „In the quake’s aftermath, many elderly people in evacuation centers complained that they were experiencing health problems. Despite their advanced age, they were forced to live in the same environment as people without physical problems.“. (sinngemäß: Nach dem Erdbeben klagten viele ältere Menschen in den Evakuierungszentren über gesundheitliche Probleme. Trotz ihres Alters waren sie gezwungen, in derselben Umgebung zu leben wie gesunde Menschen.)

#### Rettungswege
Um entsprechende Flächen zu erreichen und auch um Aktionen der Rettungskräfte zu ermöglichen, ist zudem die Frage nach weitestgehend sicheren und nach einem starken Beben weiterhin nutzbaren Straßen zu stellen. Flüchtende und Rettungskräfte stehen hier vor dem Problem, dass Straßen einerseits zerstört sein können und andererseits die noch funktionstüchtigen Straßen mit einem außergewöhnlich hohem Verkehrsaufkommen belastet sind. Genau diese Probleme traten auch bei dem Einsatz von Rettungskräften nach dem Erdbeben von Kōbe (1995) auf.